# T9.2 ex-Prusse

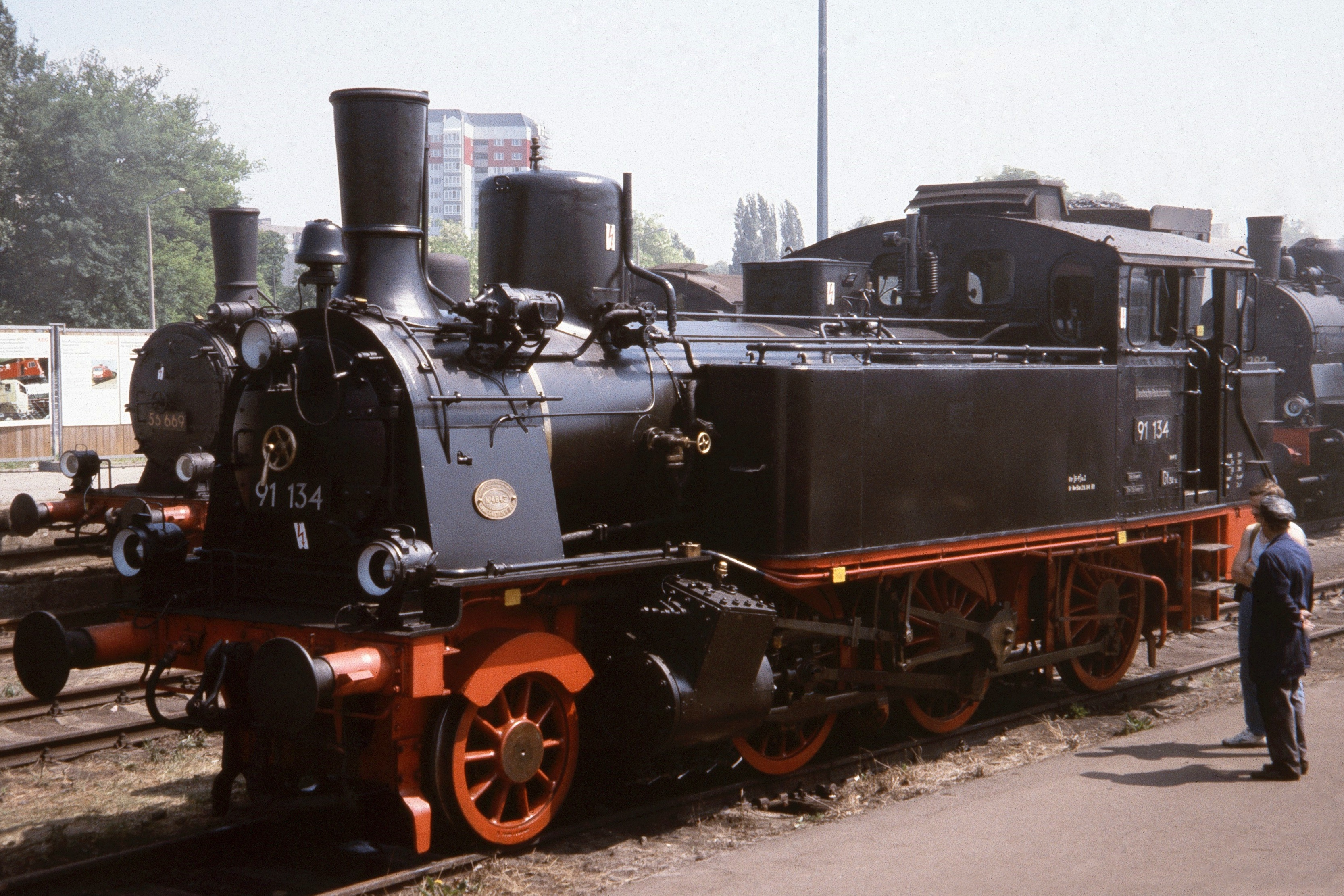
Une T9.2 prussienne construite par l'EMBG (numéro de fabrication 4843) immatriculée à la DRG 91 134

 Les T9.2 des Chemins de fer royaux de Prusse ((KPEV) sont une évolution importante des locomotives-tender de la série T9.1. De disposition d'essieu : 130, ces Mogul avaient été construites à 247 exemplaires pour les Chemins de fer royaux de Prusse (KPEV) entre 1894 et 1899 pour remplacer les T9.1 car on craignant à l'époque une mauvaise tenue de voie de ces machines ayant une disposition d'essieu : 031.
La commission d'armistice préleva douze machines pour les attribuer à des réseaux français.
En Allemagne, 112 des 163 locomotives encore en service en 1925 furent immatriculées dans la série 91.0-1 par la Deutsche Reichsbahn (DRG).
Leur carrière à la DRG sera brève : toutes les machines furent radiées de 1926 à 1932 à l'exception : 
- de cinq machines utilisées par les chemins de fer de la Sarre de 1920 à 1935 ;
- de six exemplaires revendus au Braunschweigische Landes-Eisenbahn (BLE), une compagnie rachetée par la DRG en 1938 ;
- de deux exemplaires revendues à des industries privées

Ce petit lot de locomotives survivantes était encore en service en 1939. Pendant la guerre, il sera complété par treize T9.2 des chemins de fer polonais, lesquelles seront restituées après le conflit.
Après la guerre, les deux dernières T9.2 en service en Allemagne furent mises hors-service en Allemagne de l'Est en 1966 ; l'une d'entre-elles est préservée, il s'agit de la 91 134, construite en 1898 par EMBG Grafenstaden.

## série ... (Est)
La seule machine attribuée à la Compagnie des chemins de fer de l'Est disparut rapidement des effectifs de cette compagnie.

## 1861 à 1868 (PO)
La Compagnie du chemin de fer de Paris à Orléans reçut neuf exemplaires de ces machines. Elles étaient utilisées aux manœuvres et à la remonte des trains.

## 3.1461 et 3.1462 (Nord)
Les deux locomotives réceptionnées par la Compagnie des chemins de fer du Nord furent affectées aux dépôts de Mitry et de Douai. Elles y assurèrent des services de triage. En 1938, l'effectif toujours complet fut pris en compte par la SNCF et reçut alors les numéros 2-130 TA 1 et 2. La 130 TA 2 du dépôt de Fives fut réformée en 1952.

## Les T9.2 enBelgique
La commission d’armistice attribua sept T9.2 à la Belgique où elles furent mises en service sur les Chemins de fer de l’État belge. Restées hors type, elles furent radiées en 1923.

## Description
à compléter

### Caractéristiques
- Pression de la chaudière : 12 kg/cm2
- Diamètre des cylindres : 430 mm
- Diamètre des roues motrices : 1 350 mm
- Diamètre des roues du bissel avant : 1 000 mm
- Capacité des soutes à eau : 5,7 m3
- Capacité de la soute à charbon : 2 t
- Masse en ordre de marche : 53 t
- Masse adhérente : 34 t
- Longueur hors tout : 10,65 m
- Vitesse maxi en service : 60 km/h